# Huta Werchobuzka
Huta Werchobuzka (ukr. Гута Верхобузька) – nieistniejąca wieś w obwodzie lwowskim, w rejonie złoczowskim na Ukrainie. Do scalenia w 1934 r., w II Rzeczypospolitej miejscowość była siedzibą gminy wiejskiej w powiecie złoczowskim województwa tarnopolskiego.  
20 marca 1944 nacjonaliści ukraińscy z OUN-UPA oraz SS Galizien napadli na wieś, bronioną przez samoobronę AK. Zamordowali tutaj 30 Polaków, grabiąc i paląc polskie zabudowania.

## Położenie
Na podstawie Słownika geograficznego Królestwa Polskiego i innych krajów słowiańskich to: wieś w powiecie złoczowskim, położony na południowy-zachód od Pieniaków.